# Dirk Lange (Schwimmtrainer)
Dirk Lange (* 19. Februar 1963 in Hamburg) ist ein deutscher Schwimmtrainer, der international tätig ist.

## Leben
Lange besuchte Anfang der 1980er Jahre das Schwimminternat in Malente. Als er das Internat 1982 verlassen sollte, da ihm unter anderem vorgeworfen wurde, Widerstand gegen die Trainingsmethoden geleistet zu haben, zog Lange vor Gericht. Das Verfahren endete mit einem Vergleich. Er war selbst jahrelang aktiver Sportler im DSV-Kader. Im Rahmen dessen erreichte er die Mitgliedschaft bei allen altersbedingten Nationalmannschaften sowie dem Herrennationalteam. Er wurde 1981 über 200 Meter Rücken Dritter der deutschen Meisterschaft. 1992 schloss er ein Studium der Betriebswirtschaftslehre ab. Im April 1992 leitete der Deutsche Schwimm-Verband ein Verfahren gegen Lange ein: Ihm wurde vorgeworfen, während eines Trainingslagers der SG Hamburg auf Lanzarote zwei Dopingkontrollen verweigert zu haben. Lange, der den SG-Tross als Tourist nach Lanzarote begleitet hatte, aber auf der Liste teilnehmenden Sportler geführt wurde, gab an, zum Zeitpunkt der Kontrollen Ausfahrten mit dem Fahrrad unternommen zu haben. Er wurde mit einer sechsmonatigen Sperre belegt. Auf Anraten von Ørjan Madsen (Sportdirektor DSV) und Jürgen Greve begann er 1992 seine Karriere als Trainer im Stützpunkt Hamburg. Dort trainierte er u. a. Sandra Völker, die Schwedin Therese Alshammar und den Weltrekordler Mark Foster. Er war Cheftrainer des Bundesstützpunktes Hamburg/Kiel und im DSV für den gesamten norddeutschen Bereich zuständig. Völker, die damals auch seine Lebensgefährtin war, wurde unter seiner Leitung 1996 Olympiazweite. Als Erfolgsrezept galt Langes Trainingsansatz, der entgegen der damaligen Lehre nicht nur auf Training im Wasser setzte, sondern häufiges Muskelkrafttraining und Übungsformen aus der Leichtathletik vorsah.
2005 ging Lange nach Südafrika, wo er als nationaler Leistungsdirektor Weltmeister und Weltrekordler hervorbrachte. Ende 2008 wurde Dirk Lange Bundestrainer im Deutschen Schwimmverband. Der Vertrag wurde vorzeitig zum Jahresende 2011 aufgelöst. Von Januar 2012 bis September 2012 war Lange Technischer Direktor des Mexikanischen Schwimmverbandes.
Von Oktober 2012 an bekleidete er das Amt des Cheftrainers des Landesschwimmverbandes Steiermark mit Sitz in Graz.
Gleichzeitig rief er 2012 das „DLP-Project 2016“ ins Leben, welches sich als kommerzielle Einrichtung an Sportler, Vereine und Verbände richtete. Unter anderen beriet Lange die kroatische Nationalmannschaft, die chinesische Nationalmannschaft, die Universität von Dublin sowie verschiedene Vereine. Außerdem trainierten Spitzensportler im DLP-Project, darunter der südafrikanische Olympiasieger Cameron van der Burgh sowie die Weltmeister Gerhard Zandberg (Südafrika), Fabio Scozzolli (Italien), Marco Koch (Deutschland). Lange hält Vorträge und berät in Strategiefragen des Leistungssportes.
Im August 2021 wechselte Lange als Cheftrainer der 20 dortigen Spitzenschwimmer zur SG Frankfurt nach Hessen. Mit der Österreicherin Caroline Pilhatsch, dem Algerier Oussama Sahnoune und der Ungarin Liliána Szilágyi folgten ihm drei internationale Athleten nach Frankfurt. 2022 wechselte Olympiasieger Chad le Clos zu Lange.

## Auszeichnungen
Im Jahr 1999 wurde Dirk Lange zum Trainer des Jahres in Deutschland gekürt und erhielt für seine Co-Kommentare bei Eurosport Fernsehpreise. Seine Sportler gewannen mehr als 110 Medaillen bei Olympischen Spielen, Welt- und Europameisterschaften und konnten dabei 25 Weltrekorde und 36 Europarekorde erzielen. Langes Sportler gewannen sieben Medaillen (1× Gold, 3× Silber, 3× Bronze) bei Olympischen Spielen, 16 Titel bei Weltmeisterschaften und 36 Titel bei Europameisterschaften.